# جريس تادرس
جريس تادرس مواليد 17 نوفمبر 1972 في مدينة السلط في الأردن، هو لاعب كرة قدم أردني سابق أنهى مسيرته كمهاجم لنادي الفيصلي الأردني ويدرب حاليًا نادي شباب الأردن تحت 19 سنة.

## أهدافه الدولية
| # | التاريخ                 | المكان  | الخصم   | الأهداف | النتيجة | البطولة                              |
| - | ----------------------- | ------- | ------- | ------- | ------- | ------------------------------------ |
| 1 | تشرين أول (أكتوبر) 1992 | دمشق    | مصر     | 1-1     | تعادل   | دورة الألعاب العربية 1992            |
| 2 | 24 أيار (مايو) 1993     | إربد    | العراق  | 1-1     | تعادل   | تصفيات كأس العالم 1994               |
| 3 | 19 نيسان (أبريل) 1997   | الشارقة | البحرين | 4-1     | فوز     | تصفيات كأس العالم 1998               |
| 4 | تموز (يوليو) 1997       | بيروت   | الكويت  | 3-2     | فوز     | دورة الألعاب العربية 1997            |
| 5 | 27 تموز (يوليو) 1997    | بيروت   | سوريا   | 1-0     | فوز     | دورة الألعاب العربية 1997            |
| 6 | 2 حزيران (يونيو) 2000   | عمان    | العراق  | 4-1     | خسارة   | بطولة اتحاد غرب آسيا لكرة القدم 2000 |

## روابط خارجية
- جريس تادرس على موقع ناشيونال فوتبول تيمز (الإنجليزية)